# Старгейт: Кивотът на истината
„Старгейт: Кивотът на истината“ (на английски: Stargate: The Ark of Truth) е първият от 2 филма, издадени направо на ДВД и целящи да завършат сюжетните линии на Старгейт SG-1.
Продължава действията от 9 и 10 сезон на сериала.
На борда на кораба „Одисей“ Картър, Джаксън, Вала, Тиил'к и Мичъл отиват в галактиката на Ораите, за да потърсят устройство на Древните, известно като „Кивотът на истината“, с помощта на което последователите на Ораите ще съзрат истината за „боговете“ си и ще ги отслабят като спрат да вярват в тях. Но нещо се обърква и стар враг се завръща на борда на Одисей, заплашвайки да провали мисията им. Проблемите не свървшат с това – оръжието, използвано в 10-и сезон е проработило и е унищожило Ораите, но един е оцелял и е станал по-силен от всякога. Това е дъщерята на Вала, която се възнася в края на 10-и сезон – Адрия...
Последван е от „Старгейт: Континуум“ (2008).

## Филми от поредицата за „Старгейт“
Поредицата „Старгейт“ включва 3 филма:
- „Старгейт“ (1994)
- „Старгейт: Кивотът на истината“ (2008)
- „Старгейт: Континуум“ (2008)